# Bothriurus
Bothriurus es un género de escorpiones de la familia Bothriuridae. Se distribuyen en América del Sur.

## Características y hábitat
Las especies de este género miden entre 4 a 8 centímetros y presentan en general una coloración amarilla, marrón y negra. Comparten cierta similitud con los escorpiones del género Tityus,con los cuales no se deben confundir. Generalmente se los puede encontrar en campos, pantanos y raras veces en ciudades. Son más activos durante las noches calurosas y veraniegas donde cazan y se alimentan de diversos invertebrados terrestres, como lombrices, termitas, cucarachas, arañas, grillos y escarabajos. Durante el día se esconden debajo de rocas, troncos, desagües y madrigueras. Se encuentran en climas áridos y húmedos; su presencia disminuye con la llegada del frío. La picadura de este escorpión se la puede clasificar como leve para la población, similar a la de las abejas, ya que no es venenoso y a veces él aguijón ni siquiera traspasa la piel.

## Especies
Se listan las siguientes especies.
- Bothriurus araguaye (Vellard, 1934)
- Bothriurus asper (Pocock, 1893)
- Bothriurus bertae (Abalos, 1955)
- Bothriurus bonariensis (C.L Koch, 1842)
- Bothriurus ceii (Affilastro, 2007)
- Bothriurus cerrapensis (Laurenco&E. Acosta, 2004)
- Bothriurus chacoensis (E. Acosta, 1994)
- Bothriurus cordobensis (E. Acosta, 1995)
- Bothriurus coticeus (Krapelin, 1914)
- Bothriurus dumayi (Cekalóvic, 1974)
- Bothriurus flavidus (Krapelin, 1912)
- Bothriurus guarani (Maury, 1984)
- Bothriurus ilividus (Maury, 1981)
- Bothriurus inermis (Maury, 1981)
- Bothriurus keyserlingi (Pocock, 1893)
- Bothriurus masculatus (Krapelin, 1911)
- Bothriurus mochaensis  (Cekalóvic, 1982)
- Bothriurus nendai (Affilastro&García, 2009)
- Bothriurus noa (Maury, 1975)
- Bothriurus oalen (E. Acosta, 1997)
- Bothriurus pampai (Affilastro, 2003)
- Bothriurus patagonicus (Maury, 1968)
- Bothriurus piechicuy (Mattoni, 2002)
- Bothriurus prospicus (Werner, 1947)
- Bothriurus rochensis (Mello-Litão)
- Bothriurus santacrucis (Mattoni, 2007)
- Bothriurus signatus (Pocock, 1893)
- Bothriurus vachoni (Peters, 1840)
- Bothriurus vittatus (Meneville, 1835)
- Bothriurus voyati (Maury, 1982)
- Bothriurus ypsilon (Mello-Litão, 1935)